# Hrosskell Þorsteinsson
Hrosskell Þorsteinsson (n. 885) foi um caudilho víquingue e um dos primeiros colonizadores de Hallkelsstaðir, Gilsbakki, Mýrasýsla na Islândia. O seu pai foi Þorsteinn Þrándsson (n. 855) e a sua mãe Lofthana, que era filha de um hersir norueguês chamado Arnbjörn. Hrosskell foi o primeiro goði do clã familiar dos Gilsbekkingar. Casou-se com Jóreiður Ólvisdóttir (n. 885), filha de Ólvís Móttulsson (n. 855), um rei (konungr) da Finlândia e desse relacionamento nasceu Hallkell Hrósskelsson, que viria a ser pai de Illugi Hallkelsson, de quem descendem importantes escaldos da literatura medieval escandinava.